# Мігель Анхель Астуріас
Астуріас Мігель Анхель (ісп. Miguel Ángel Asturias Rosales; 19 жовтня 1899 — 9 червня 1974) — гватемальський письменник; представник магічного реалізму.

## Творчий доробок
У романах (Сеньйор Президент, Ураган) і оповіданнях часто поєднує елементи індіанського фольклору з реалістичним зображенням сучасних політичних та суспільних явищ.
Нобелівська премія в галузі літератури 1967.
Похований на кладовищі Пер-Лашез.

### Твори
- («Arquitectura de la vida nueva», 1928)
- «Легенди Гватемали» («Leyendas de Guatemala», 1930)
- («Sonetos», 1936)
- «Сеньйор президент» («El señor Presidente», 1946)
- «Скроня жайворонка» («Poesía: sien de alondra», 1949)
- «Маїсові люди» («Hombres de maíz», 1949)
- «Ураган» («Viento fuerte», 1950)
- («Carta Aérea a mis amigos de América», 1952)
- «Зелений Папа» («El Papa verde», 1954)
- «Уїк-енд у Гватемалі»(«Week-end en Guatemala», 1956)
- «Очі похованих» («Los ojos de los enterrados», 1960)
- «Панич» («El alhajadito», 1961)
- «Мулатка як мулатка» («Mulata de tal», 1963)
- («Rumania, su nueva imagen», 1964)
- («Latinoamerica y otros ensayos», 1968)
- «Затятий тать» («Maladrón», 1969)
- «Скорботна п'ятниця» («Viernes de dolores», 1972)
- («América, fábula de fábulas», 1972)
- («Sociologia guatemalteca», 1977)
- «Три з чотирьох сонць» («Tres de cuatro soles», 1977)

## Українські переклади
- Мігель Анхель Астуріас. Скорботна п'ятниця. Пер. з іспанської Петра Соколовського. — Київ: Дніпро, 1972.
- Міґель Анхель Астуріас. Маїсові люди. Пер. з іспанської Анни Марховської. — Івано-Франківськ: Вавилонська бібліотека, 2025.